# Michael Freedman
Michael Hartley Freedman (ur. 21 kwietnia 1951 w Los Angeles) – amerykański matematyk, laureat Medalu Fieldsa z 1986 roku. 
Medal otrzymał w Berkeley w 1986 roku za pracę nad hipotezą Poincarego. Jest ona jednym z najważniejszych rozmyślań matematycznych XX wieku. Twierdzi, że każda trójwymiarowa, zwarta, jednospójna rozmaitość topologiczna bez brzegu jest homeomorficzna ze sferą trójwymiarową. Freedman udowodnił Hipotezę dla n=4 w 1982 roku. Prawdziwości podstawowej Hipotezy dowiódł Grigorij Perelman.
W 1983 i 1998 wygłosił wykłady sekcyjne na Międzynarodowym Kongresie Matematyków.